# 湖北医科大学

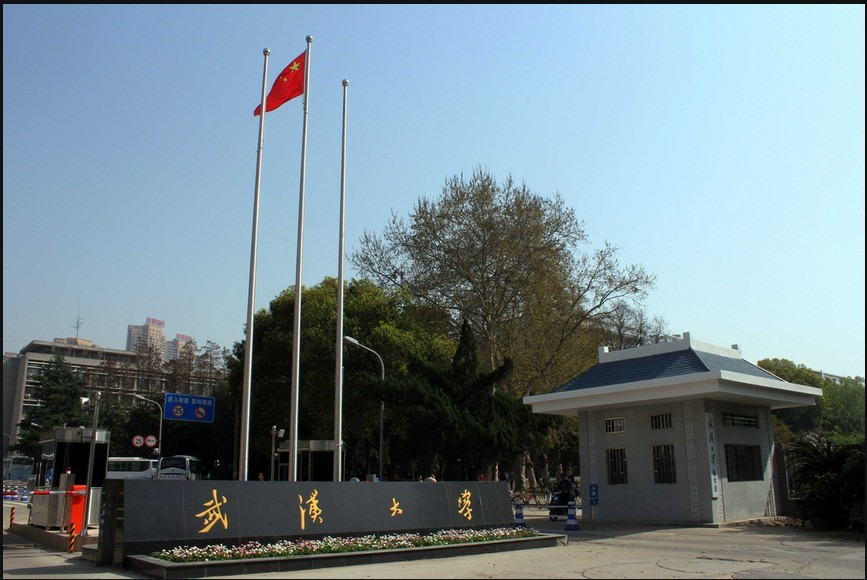
武汉大学医学部

湖北医科大学（Hubei Medical University，HBMU），存在于1943年到2000年的湖北省属医学院校，是唯一创建于中华人民共和国成立之前并延存发展的省属重点高等学校，也是中国高等医学院校中的老校（民国时期的22所医科院校）之一。2000年发展为武汉大学的六个学部之一的医学部即武汉大学医学部。

## 历史沿革

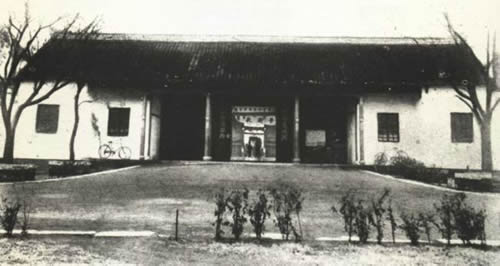
湖北省立医学院实习医院大门

### 早期历史
- 1906年，张之洞在武昌昙华林左卫城隍庙创办湖北陆军军医学堂，1909年停办。又于1913年复建湖北醫學專門學校，后再次因故停办。
- 1921年，湖北陆军军医学堂毕业生陈雨苍从德国学成归来，奏准北京教育部，获部分庚子赔款設立湖北醫學專門學校。
- 1923年，学校更名湖北省立醫科大學（另一说为1924年），并建立实习医院。
- 1924年秋，私立中医专门学校并入。
- 1926年冬，并入國立武昌中山大学。
- 1928年，国立武汉大学組建后因经费问题停办医科，师生分别转入国立同济大学及国立中山大学医科。在原址兩湖書院，以实习医院为基础，扩充后成立湖北省立医院。
- 1938年7月，抗日战争爆发，因日军轰炸，医院迁往恩施。
- 1939年9月，创建附属护士学校。

### 恩施创校
- 1943年5月14日，在医院院长杨光第协助下，湖北医学院正式宣告成立，将医院设为其教学医院。筹备处主任朱裕壁出任首任院长。
- 1945年11月，医院迁回武汉，更名为省立武昌医院。
- 1946年2月，湖北省立醫學院遷至兩湖書院原址辦學。
- 1949年11月16日，湖北省人民政府主席李先念签署命令：湖北省立武昌医院、湖北省医学院附属医院、湖北省立传染病院、武昌妇孺医院、省立结核病院五院合并成立湖北省立人民医院。1953年更名为湖北医学院附属第一医院，并于1987年9月增加“湖北省人民医院”名称。
- 1949年11月，湖北省立醫學院更名湖北省醫學院，院长由朱裕壁教授担任，党委正副书记由尤洪涛、韩温甫担任，组成校务委员会。
- 1953年，学校由教育部主管改为卫生部主管。同年9月12日，更名湖北醫學院。湖北公医专科学校专修科并入。
- 1954年7月，学校从两湖书院旧址迁至武昌千家街。
- 1955年，中南干部疗养院移交湖北医学院，并经国家高教部定名为湖北医学院附属第二医院。
- 1957年8月，学校又迁至武昌马王店、高家湾一带（现址），“反右”运动期间，曾由韩明矩博士一度代理院长。
- 1960年，在卫生部和四川医学院（后更名为华西医科大学）的帮助下，学校建立口腔医学系，并于同年进行首次招生。作为学校口腔医学系的创始人，原四川医学院口腔系主任夏良才教授任系主任、原湖北医学院人事科长王益才女士任党委书记。
- 1961年，中医系并入湖北中医学院。
- 1962年，湖北医学院附属口腔医院在武昌大东门成立并开诊，1980年迁至武昌广埠屯（现址）。

### 医科大时期
- 1993年1月，学校更名为湖北医科大学（校名于1996年获得教育部批准）。同年，学校附属第一医院、附属第二医院和附属口腔医院被卫生部评定为湖北省首批三级甲等医院。

### 武大医学部时期
- 2000年8月2日，学校与老武汉大学、武汉水利电力大学、武汉测绘科技大学合并组建新的武汉大学，并成为新成立的武汉大学医学部的主体。附属第一医院更名为武汉大学人民医院，并继续保留湖北省人民医院名称；附属第二医院更名为武汉大学中南医院；附属口腔医院更名为武汉大学口腔医院，并继续保留湖北省口腔医院名称。武汉大学、武汉水利电力大学、武汉测绘科技大学都是中国“211工程”重点建设的大学，湖北医科大学是湖北省属重点院校。武汉水利电力大学在水利电力领域、武汉测绘科技大学在测绘遥感领域、湖北医科大学在口腔医学领域都处于中国大陆高校前列。这次合并，是中国1990年代启动“211工程”后，唯一由三所列入“211工程”重点建设的大学参与合并的情况。[1]
- 2001年1月，武汉大学推出学科重组方案，将原有的49个学院和直属系，调整为28个学院，分属于人文科学、社会科学、理学、工学部、信息科学和医学6个学部。采取院系为实体、学部为虚体的管理模式。
- 2005年9月20日，为了促进学校在医学领域的各个学院、研究所和附属医院之间的协调合作，推动学校在医学领域的更快发展，武汉大学借鉴海内外部分著名医学名校经验，进一步加大对医学领域的支持力度，将医学部实体化，下辖8个学院和3个研究所，有3所附属医院。[2]

## 办学现状

### 基本情况
武汉大学医学部现有全职正副教授近1200人，全日制在校生4700余人，其中研究生2000余人。
武汉大学合校十年来，医学专业的排名从原来的全国第19位上升到第15位。

### 机构设置
目前，武汉大学医学部下辖8个学院和3个研究所，有3所附属医院。
- 学院（8个）：基础医学院，第一临床学院，第二临床学院，口腔医学院，药学院，公共卫生学院，HOPE护理学院，医学职业技术学院。
- 研究所（3个）：医学病毒学研究所，医学结构生物学研究中心，动物实验中心。
- 附属医院（3所）：人民医院（三级甲等），中南医院（三级甲等），口腔医院（三级甲等），中山医院（三级甲等）。

此外，医学部还参与组建病毒学国家重点实验室（武汉大学与中国科学院武汉病毒研究所合办）、口腔生物医学工程教育部重点实验室（武汉大学与四川大学合办）。

### 学科专业
目前，武汉大学医学部有8个本科专业面向中国大陆地区31个省、自治区、直辖市，和香港、澳门、海外华侨招生。武汉大学医学部有5个一级学科和43个二级学科获得硕士学位授予权，4个一级学科和21个二级学科获得博士学位授予权，3个博士后科研流动站，2个国家重点学科和1个国家重点培育学科。
- 国家重点学科（2个）：微生物学[3]，口腔基础医学[4]。
- 国家重点培育学科（1个）：内科学（心血管病）。
- 一级学科博士学位授予权（4个）：基础医学[5]，口腔医学[6]，临床医学，药学。
- 二级学科博士学位授予权（21个）：生理学，微生物学，神经生物学，遗传学，细胞生物学，生物化学与分子生物学，人体解剖与组织胚胎学，免疫学，病原生物学，病理学与病理生理学，法医学，放射医学，航空航天与航海医学，内科学，临床检验诊断学，外科学，耳鼻咽喉科学，肿瘤学，口腔基础医学，口腔临床医学，劳动卫生与环境卫生学。
- 一级学科硕士学位授予权（5个）：基础医学，口腔医学，公共卫生与预防医学，药学，护理学。
- 二级学科硕士学位授予权（43个）：生理学，微生物学，神经生物学，遗传学，细胞生物学，生物化学与分子生物学，人体解剖与组织胚胎学，免疫学，病原生物学，病理学与病理生理学，法医学，放射医学，航空航天与航海医学，内科学，儿科学，老年医学，神经病学，精神病与精神卫生学，皮肤病与性病学，影像医学与核医学，临床检验诊断学，护理学，外科学，妇产科学，眼科学，耳鼻咽喉科学，肿瘤学，康复医学与理疗学，麻醉学，急诊医学，口腔基础医学，口腔临床医学，流行病与卫生统计学，劳动卫生与环境卫生学，营养与食品卫生学，卫生毒理学，中西医结合临床，药物化学，药剂学，药物分析学，微生物与生化药学，药理学，中药学。
- 本科专业（8个）：临床医学（八年制本硕博连读），临床医学（七年制本硕连读），临床医学（五年制），医学检验（五年制），预防医学（五年制），口腔医学（八年制本硕博连读），口腔医学（七年制本硕连读），口腔医学（五年制），护理学（四年制），药学（四年制）。
- 博士后科研流动站（3个）：基础医学，临床医学，口腔医学。

## 历任校长
| 时期         | 任期       | 校长   | 照片 | 备注 |
| ------------ | ---------- | ------ | ---- | ---- |
| 湖北医学院   | 1943－1958 | 朱裕璧 |      |      |
| 湖北医学院   | 1959－1961 | 于江   |      |      |
| 湖北医学院   | 1961－1962 | 韩明炬 |      |      |
| 湖北医学院   | 1962－1966 | 尤洪涛 |      |      |
| 湖北医学院   | 1968－1972 | 柳德熙 |      |      |
| 湖北医学院   | 1972－1974 | 尤洪涛 |      |      |
| 湖北医学院   | 1974－1978 | 刘天明 |      |      |
| 湖北医学院   | 1978－1983 | 朱平亚 |      |      |
| 湖北医学院   | 1983－1992 | 杨家齐 |      |      |
| 湖北医学院   | 1992－1993 | 张志善 |      |      |
| 湖北医科大学 | 1993－1995 | 张志善 |      |      |
| 湖北医科大学 | 1995－2000 | 袁先厚 |      |      |

## 著名校友

### 教师
- 夏良才，毕业于美国密西根大学，美国外科学会会员，著名口腔医学教育家、中国口腔颌面外科奠基人之一。
- 桂希恩，武大教授。
- 夏冰，武汉大学教授，荷兰阿姆斯特丹自由大学医学博士，知名消化系病专家。生前身患两种癌症依然坚持工作。
- 黄从新，武汉大学前副校长。